# Futuristic Dragon
Futuristic Dragon es el duodécimo álbum de estudio de la banda británica de rock T. Rex, publicado en enero de 1976 por el sello EMI Music. Con este trabajo la banda regresa a su otrora sonido, una mezcla de glam rock con hard rock y rock and roll, tras una fallida incursión en el soul psicodélico en el disco anterior. No obstante, Marc Bolan continuó con la experimentación en algunas pistas como agregar instrumentos de cuerda, como la citara, y algunos efectos de sonido. En cuanto a su portada fue diseñada por George Underwood, que ya había trabajado con la banda en el disco My People Were Fair and Had Sky in Their Hair... But Now They're Content to Wear Stars on Their Brows de 1968.
En 1994 el sello Edsel Records lo remasterizó en disco compacto, que incluyó tres nuevos temas como pistas adicionales.

## Recepción comercial y comentarios de la crítica
Futuristic Dragon alcanzó el puesto 50 en el UK Albums Chart y se mantuvo en ella por una sola semana, siendo la posición más baja para unos de sus discos. Para promocionarlo se publicaron con meses de antelación dos sencillos: «New York City», que logró la casilla 15 en el UK Singles Chart, y «Dreamy Lady», que consiguió el puesto 30 en el mismo conteo.
El álbum recibió reseñas mayormente positivas de parte de la prensa especializada. Dave Thompson del sitio Allmusic lo nombró como «el más descarado, brillante y portentoso de los álbumes de Marc Bolan desde la transición de A Beard of Stars». Whitney Strub de PopMatters mencionó que «el álbum desafía las expectativas, presentando un conjunto sorprendentemente consistente de melodías que encajan con la floreciente escena disco, pero sin participar del todo». Además, señaló que si bien muchas de sus canciones emulan el sonido de sus grandes éxitos, «Dreamy Lady» y «Ride My Wheels» están llenas de exuberante orquestación y coros al estilo soul. Stephen M. Deusner de Pitchfork Media afirmó que tiene suficientes momentos ganadores para sugerir una mejoría desde sus dos últimos trabajos y que «gana tus simpatías: es lo suficientemente bueno como para hacerte desear que fuera mejor».

## Lista de canciones
Todas las canciones escritas por Marc Bolan.

| N.º | Título                             | Duración |  |
| 1.  | «Futuristic Dragon (Introduction)» | 1:52     |  |
| 2.  | «Jupiter Liar»                     | 3:40     |  |
| 3.  | «Chrome Sitar»                     | 3:13     |  |
| 4.  | «All Alone»                        | 2:48     |  |
| 5.  | «New York City»                    | 3:45     |  |
| 6.  | «My Little Baby»                   | 3:06     |  |
| 7.  | «Calling All Destroyers»           | 3:53     |  |
| 8.  | «Theme for a Dragon»               | 3:00     |  |
| 9.  | «Sensation Boulevard»              | 3:48     |  |
| 10. | «Ride My Wheels»                   | 2:25     |  |
| 11. | «Dreamy Lady»                      | 2:51     |  |
| 12. | «Dawn Storm»                       | 3:42     |  |
| 13. | «Casual Agent»                     | 2:53     |  |

| Pistas adicionales en remasterización CD de 1994 |                        |          |  |
| N.º                                              | Título                 | Duración |  |
| 14.                                              | «London Boys»          | 2:19     |  |
| 15.                                              | «Laser Love»           | 3:35     |  |
| 16.                                              | «Life's in a Elevator» | 2:24     |  |

## Músicos
- Marc Bolan: voz y guitarra eléctrica
- Gloria Jones: coros y clavinet
- Steve Currie: bajo
- Dino Dines: teclados
- Davy Lutton: batería
- Jimmy Haskell: instrumentos de cuerda